# Isla Buenos Aires (Amazonas)
Buenos Aires es el nombre que recibe una Isla fluvial localizada en el Municipio Atures al norte del Estado Amazonas, de la Región de Guayana en la parte meridional del país suramericano de Venezuela a 600 km al sur de Caracas, la capital nacional. No debe confundirse con otra isla venezolana del mismo nombre pero ubicada en el Estado Bolívar ni con la isla colombiana Homónima.
Cerca a la isla se encuentran las localidades de Samariapo (un pueblo 6 kilómetros al norte), Maipures 4 kilómetros al oeste, Isla Ratón al sureste y la Isla Cangrejo al Noroeste.
El clima es Tropical. La temperatura promedio es de 24 °C. El mes más cálido es febrero, con 27 °C, y el más frío es agosto, con 22 °C. La precipitación media es de 3.201 milímetros al año. El mes más lluvioso es junio, con 439 milímetros de lluvia, y el más seco es enero, con 74 milímetros.
Posee una elevación máxima de 88 metros, un perímetro 9,9 kilómetros y una superficie aproximada de 4,94 kilómetros cuadrados (equivalentes a 494 hectáreas). una área que es más del doble de Mónaco.